# Woodland Park (natuurgebied)

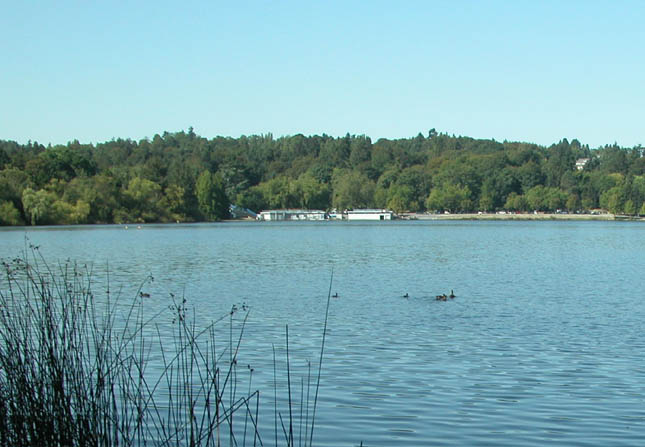
Woodland Park

Woodland Park is een park in Phinney Ridge in Seattle. Het natuurpark heeft een oppervlakte van 368.000 m² (ongeveer 90.9 hectare). Het Green Lake ("groene meer") grenst aan het park.
Het park is opgesplitst in twee stukken door de snelweg Aurora Avenue N (Washington State Route 99). Het westelijke helft is geschonken aan de Woodland Park Zoo. Het oostelijke deel, dat met viaducten over de snelweg verbonden is met de dierentuin, staat in verbinding met het Green Lake Park Het bestaat uit een spoorwegterrein, een picknickplaats, voetbalvelden en een kleine golfbaan.
Het gebied was oorspronkelijk eigendom van de ondernemer Guy C. Phinney. Phinney overleed in 1893, en in 1902 werd het bedrijf Olmsted Brothers ingehuurd om het stadspark, inclusief het Woodland Park, te ontwerpen.